# En gång snut alltid snut
En gång snut alltid snut (franska: Pour la peau d'un flic) är en fransk kriminalfilm från 1981 i regi av Alain Delon.
Filmen är baserad på Jean-Patrick Manchettes roman Que d'os!

## Rollista i urval
- Alain Delon - Choucas
- Anne Parillaud - Charlotte
- Michel Auclair - Haymann / Tarpon
- Daniel Ceccaldi - kommissarie Coccioli
- Jean-Pierre Darras - kommissarie Chauffard
- Xavier Depraz - Kasper
- Jacques Rispal - professor Bachhoffer
- Gérard Hérold - Pradier
- Annick Alane - Isabelle Pigot
- Pascale Roberts - Renée Mouzon